# Kauern
Kauern est une commune rurale de Thuringe (Allemagne), située dans l'arrondissement de Greiz. Elle fait partie de la 'Communauté d'administration Ländereck (Verwaltungsgemeinschaft Ländereck).

## Géographie

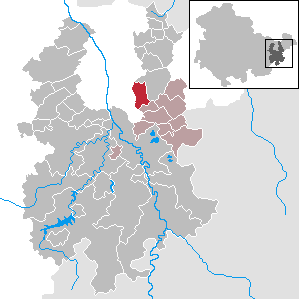
Situation de la commune (en rouge) dans l'arrondissement

Kauern est située au nord-est de l'arrondissement, à la limite avec la ville libre de Gera à l'ouest et la ville de Ronneburg à l'est. La commune appartient à la communauté d'administration Ländereck et se trouve à 6 km au sud-est de Gera et à 28 km au nord de Greiz, le chef-lieu de l'arrondissement.
La commune est formée par les deux villages de Kauern, Lichtenberg et Loitzsch.
Communes limitrophes (en commençant par le nord et dans le sens des aiguilles d'une montre) : Gera, Ronneburg et Hilbersdorf.

## Histoire
La première mention écrite de Kauern date de 1465 lorsque les seigneurs de Rudenitz deviennent aussi seigneurs de Kauern.
Kauern a fait partie du Duché de Saxe-Altenbourg (cercle oriental, ostkreis) tandis que Lichtenberg ressortait à la Principauté de Reuss branche cadette (cercle de Gera).
Ils rejoignent le land de Thuringe en 1920 (arrondissement de Gera). Après la seconde Guerre mondiale, la commune est intégrée à la zone d'occupation soviétique puis à la République démocratique allemande en 1949 au district de Gera (arrondissement de Gera).

## Démographie
Commune de Kauern dans ses dimensions actuelles :
| 1910 | 1933 | 1939 | 1995 | 2000 | 2005 | 2010 |
| ---- | ---- | ---- | ---- | ---- | ---- | ---- |
| 377  | 385  | 411  | 483  | 475  | 452  | 445  |

## Communications
La commune est traversée par la route régionale K116 qui la relie Kauern à Lichtenberg et Hilbersdorf et par la K115 qui rejoint Ronneburg. La Kaimberger Straße se dirige vers Gera.